# Михайловка (Михайловский район, Приморский край)
Миха́йловка — село, административный центр Михайловского района Приморского края (Россия). Расположено в 13 километрах от города Уссурийска.
Железнодорожная станция Дубининский.

## Население
| 1897  | 1900  | 1912    | 1915  | 1926  | 1939  | 1959  |
| ----- | ----- | ------- | ----- | ----- | ----- | ----- |
| 1191  | ↗1218 | ↗1907   | ↗2100 | ↗2466 | ↗8021 | ↘4709 |
| 1970  | 1979  | 1989    | 2002  | 2003  | 2010  | 2021  |
| ↗5719 | ↗8297 | ↗10 290 | ↘9319 | ↘9300 | ↘9153 | ↘8618 |

## Экономика
- Основа экономики — сельское хозяйство.
- В Михайловке расположен молокоперерабатывающий завод.

## Образование, культура
- Из высших учебных заведений в Михайловке был расположен филиал ДВГУ — закрыт.
- Среднее образование представлено средней школой имени А. И. Крушанова, МПУ 60 — закрыто. В Михайловской школе искусств ученики изучают живопись, учатся играть на музыкальных инструментах[13].

## Достопримечательности
- Памятник-стела погибшим в Великой Отечественной войне на центральной площади.
- Храм Архангела Михаила. Обустройство здания началось в 2007 году. Ныне (2018) действующий[14].
- Дом культуры.

## Галерея

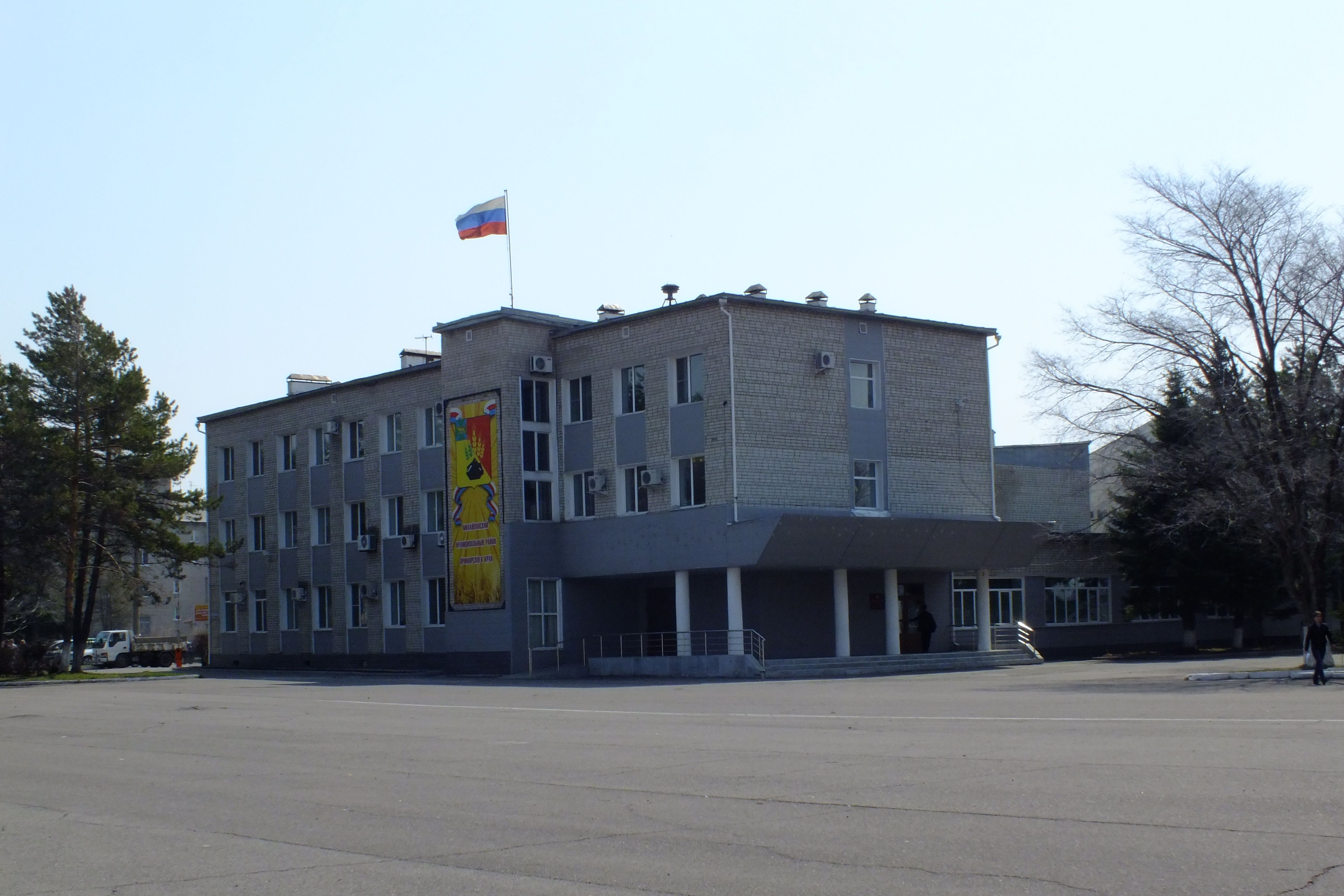
Здание администрации Михайловского района
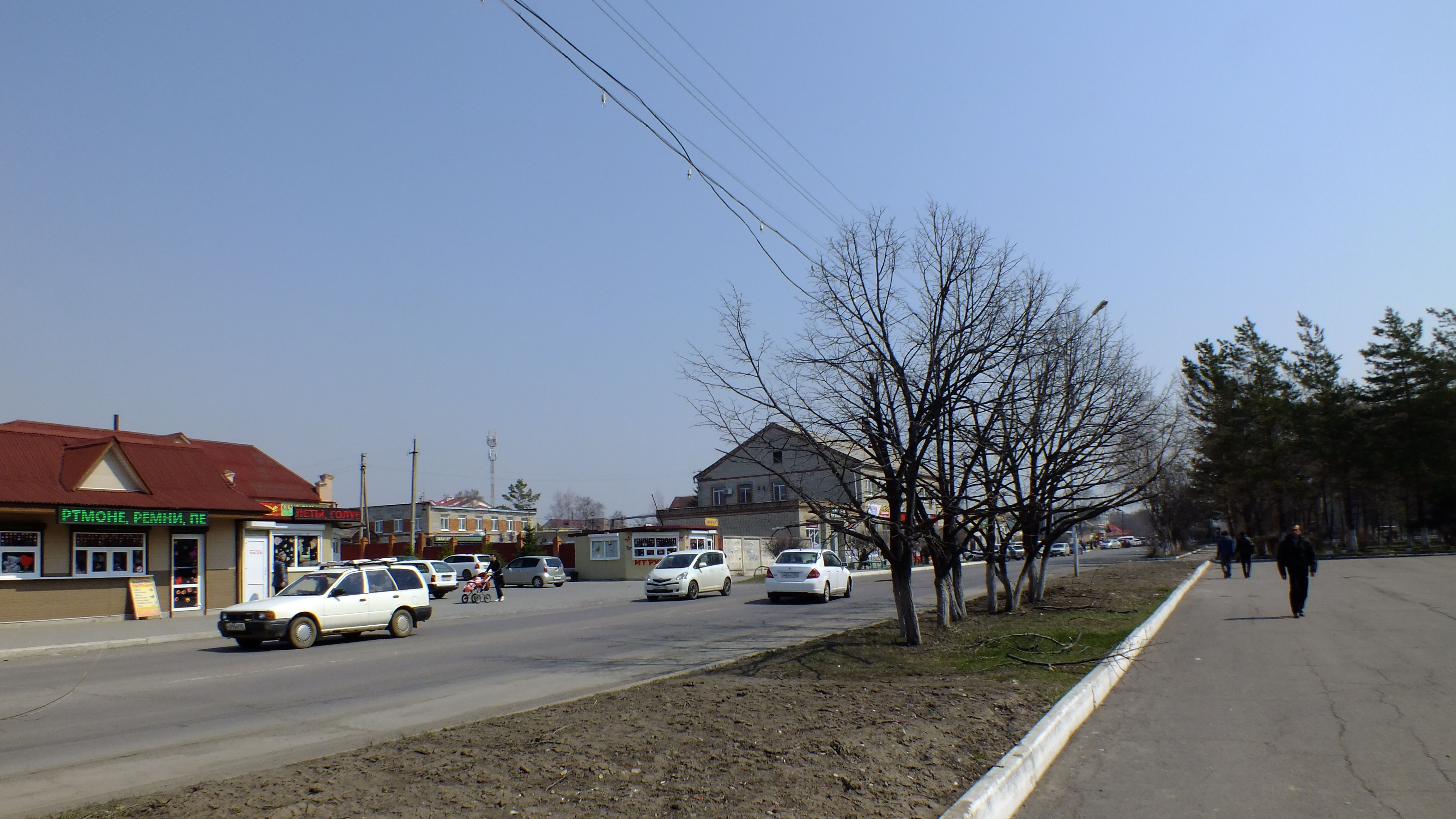
На центральной улице
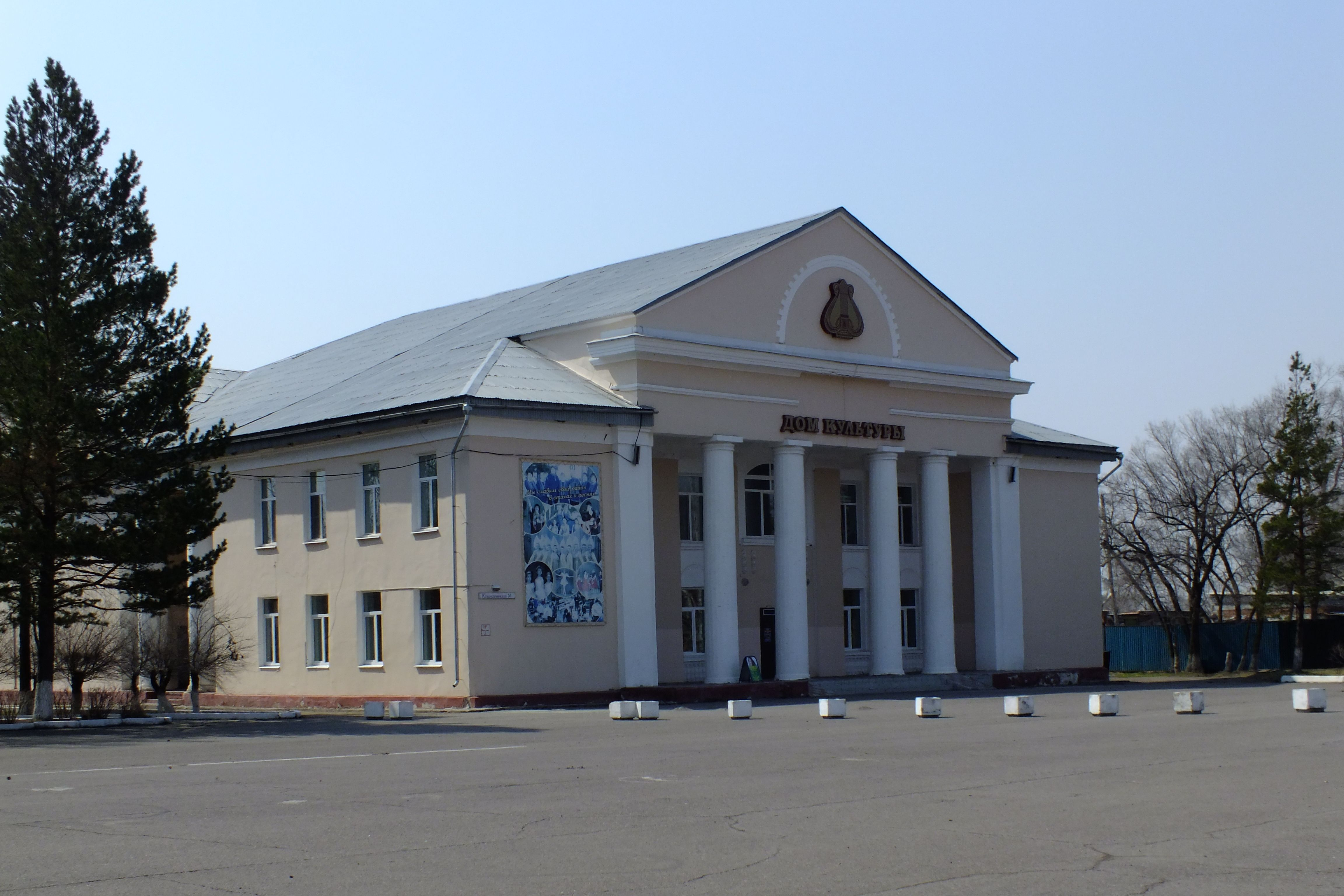
Дом культуры
Памятник односельчанам, не вернувшимся с фронта (1941—1945 гг.)
Памятник погибшим в локальных войнах и вооружённых конфликтах